# Plavání na otevřené vodě na mistrovství světa v plaveckých sportech 2011
Závody v plavání na otevřené vodě na mistrovství světa v plaveckých sportech za rok 2011 proběhly v Šanghaji, Čína 19. až 23. července 2011.

## Česká stopa
Česko reprezentovalo 6 závodníků.
V závodě na 5 km žen startovalo 42 závodnic – Jana Pechanová (*1981) z KPSP Kometa Brno obsadila 10. místo. V plaveckém maratonu na 10 km žen startovalo 56 závodnic – Jana Pechanová (*1981) z KPSP Kometa Brno obsadila 7. místo a Silvie Rybářová (*1985) z KPSP Kometa Brno 29. místo. V závodě na 25 km žen startovalo 21 závodnic – Silvie Rybářová (*1985) z KPSP Kometa Brno obsadila 9. místo a Jana Pechanová (*1981) z KPSP Kometa Brno závod vzdala.
V závodě na 5 km mužů startovalo 53 závodníků – Jan Pošmourný (*1988) z KPSP Kometa Brno obsadil 20. místo. V plaveckém maratonu na 10 km mužů startovalo 67 závodníků – Jan Pošmourný (*1988) z KPSP Kometa Brno obsadil 32. místo a Rostislav Vítek (*1976) z KPSP Kometa Brno závod vzdal. V závodě na 25 km mužů startovalo 29 závodníků – Libor Smolka (*1985) z TJ Krnov obsadil 10. místo a Rostislav Vítek (*1976) z KPSP Kometa Brno závod vzdal.

## Výsledky

### Individuální disciplíny
| Muži                      | Zlato                      | Zlato     | Stříbro                   | Stříbro   | Bronz                       | Bronz     |
| ------------------------- | -------------------------- | --------- | ------------------------- | --------- | --------------------------- | --------- |
| 5 km                      | Thomas Lurz (GER)          | 56:16,6   | Spyridon Janniotis (GRE)  | 56:17,4   | Jevgenij Dratcev (RUS)      | 56:18,5   |
| plavecký maraton na 10 km | Spyridon Janniotis (GRE)   | 1:54:24,7 | Thomas Lurz (GER)         | 1:54:27,2 | Sergej Bolšakov (RUS)       | 1:54:31,8 |
| 25 km                     | Petar Stojčev (BUL)        | 5:10:39,8 | Vladimir Ďatčin (RUS)     | 5:11:15,6 | Csaba Gercsák (HUN)         | 5:11:18,1 |
| Ženy                      | Zlato                      | Zlato     | Stříbro                   | Stříbro   | Bronz                       | Bronz     |
| 5 km                      | Swann Obersonová (SUI)     | 1:00:39,7 | Aurélie Mullerová (FRA)   | 1:00:40,1 | Ashley Twichellová (USA)    | 1:00:40,2 |
| plavecký maraton na 10 km | Keri-Anne Payneová (GBR)   | 2:01:58,1 | Martina Grimaldiová (ITA) | 2:01:59,9 | Marianna Lympertasová (GRE) | 2:02:01,8 |
| 25 km                     | Ana Marcela Cunhaová (BRA) | 5:29:22,9 | Angela Maurerová (GER)    | 5:29:25,0 | Alice Francoová (ITA)       | 5:29:30,8 |

### Týmová soutěž
| Mix              | Zlato                                                     | Zlato   | Stříbro                                                              | Stříbro | Bronz                                                          | Bronz   |
| ---------------- | --------------------------------------------------------- | ------- | -------------------------------------------------------------------- | ------- | -------------------------------------------------------------- | ------- |
| 5 km smíšený tým | USA (USA) (Ashley Twichellová, Andrew Gemmell, Sean Ryan) | 57:00,6 | Austrálie (AUS) (Melissa Gormanová, Rhys Mainstone-Hodson, Ky Hurst) | 57:01,8 | Německo (GER) (Isabelle Härleová, Jan Wolfgarten, Thomas Lurz) | 57:44,2 |

## Medailová bilance
V plavání na otevřené vodě se rozdělily celkem 7 sad medailí.
| Pořadí | Stát                     |       | Muži    | Muži  | Muži  |         | Ženy  | Ženy  | Ženy    |       | Mix   | Mix     | Mix   |  | Muži + Ženy + Mix | Muži + Ženy + Mix | Muži + Ženy + Mix | Celkem |
| Pořadí | Stát                     | Zlato | Stříbro | Bronz | Zlato | Stříbro | Bronz | Zlato | Stříbro | Bronz | Zlato | Stříbro | Bronz |  |                   |                   |                   | Celkem |
| ------ | ------------------------ | ----- | ------- | ----- | ----- | ------- | ----- | ----- | ------- | ----- | ----- | ------- | ----- |  | ----------------- | ----------------- | ----------------- | ------ |
| 1.     | Německo (GER)            |       | 1       | 1     | 0     |         | 0     | 1     | 0       |       | 0     | 0       | 1     |  | 1                 | 2                 | 1                 | 4      |
| 2.     | Řecko (GRE)              |       | 1       | 1     | 0     |         | 0     | 0     | 1       |       | 0     | 0       | 0     |  | 1                 | 1                 | 1                 | 3      |
| 3.     | USA (USA)                |       | 0       | 0     | 0     |         | 0     | 0     | 1       |       | 1     | 0       | 0     |  | 1                 | 0                 | 1                 | 2      |
| 4.     | Bulharsko (BUL)          |       | 1       | 0     | 0     |         | 0     | 0     | 0       |       | 0     | 0       | 0     |  | 1                 | 0                 | 0                 | 1      |
| 4.     | Švýcarsko (SUI)          |       | 0       | 0     | 0     |         | 1     | 0     | 0       |       | 0     | 0       | 0     |  | 1                 | 0                 | 0                 | 1      |
| 4.     | Spojené království (GBR) |       | 0       | 0     | 0     |         | 1     | 0     | 0       |       | 0     | 0       | 0     |  | 1                 | 0                 | 0                 | 1      |
| 4.     | Brazílie (BRA)           |       | 0       | 0     | 0     |         | 1     | 0     | 0       |       | 0     | 0       | 0     |  | 1                 | 0                 | 0                 | 1      |
| 8.     | Rusko (RUS)              |       | 0       | 1     | 2     |         | 0     | 0     | 0       |       | 0     | 0       | 0     |  | 0                 | 1                 | 2                 | 3      |
| 9.     | Itálie (ITA)             |       | 0       | 0     | 0     |         | 0     | 1     | 1       |       | 0     | 0       | 0     |  | 0                 | 1                 | 1                 | 2      |
| 10.    | Francie (FRA)            |       | 0       | 0     | 0     |         | 0     | 1     | 0       |       | 0     | 0       | 0     |  | 0                 | 1                 | 0                 | 1      |
| 10.    | Austrálie (AUS)          |       | 0       | 0     | 0     |         | 0     | 0     | 0       |       | 0     | 1       | 0     |  | 0                 | 1                 | 0                 | 1      |
| 12.    | Maďarsko (HUN)           |       | 0       | 0     | 1     |         | 0     | 0     | 0       |       | 0     | 0       | 0     |  | 0                 | 0                 | 1                 | 1      |
| Celkem | Celkem                   |       | 3       | 3     | 3     |         | 3     | 3     | 3       |       | 1     | 1       | 1     |  | 7                 | 7                 | 7                 | 21     |